# 대한민국 민법 제486조
대한민국 민법 제486조는 변제 이외의 방법에 의한 채무소멸과 대위에 대한 민법 채권법 조문이다.

## 조문
제486조(변제 이외의 방법에 의한 채무소멸과 대위) 제삼자가 공탁 기타 자기의 출재로 채무자의 채무를 면하게 한 경우에도 전6조의 규정을 준용한다.

第486條(辨濟 以外의 方法에 依한 債務消滅과 代位) 第三者가 供託 其他 自己의 出財로 債務者의 債務를 免하게 한 境遇에도 前6條의 規定을 準用한다.

## 참고 문헌
- 오현수, 일본민법, 진원사, 2014. ISBN 9788963463452
- 오세경, 대법전, 법전출판사, 2014 ISBN 9788926210277
- 이준현 , LOGOS 민법 조문판례집, 미래가치, 2015. ISBN 9791155020869